# لاري بيك
لاري بيك (بالإنجليزية: Larry Beck)‏ هو لاعب غولف أمريكي، ولد في 12 أغسطس 1939.